# Cepphis advenaria
Cepphis advenaria là một loài bướm đêm trong họ Geometridae. Loài này có thể tìm thấy khắp châu Âu.
Sải cánh con bướm là 23–26 mm. Chiều dài cánh trước là 14–17 mm. Con bướm bay từ tháng 5 đến tháng 6. Chúng bay bay ngày và ưa thích bay vào ngày nắng.
Ấu trùng chủ yếu ăn Vaccinium myrtillus.

## Hình ảnh

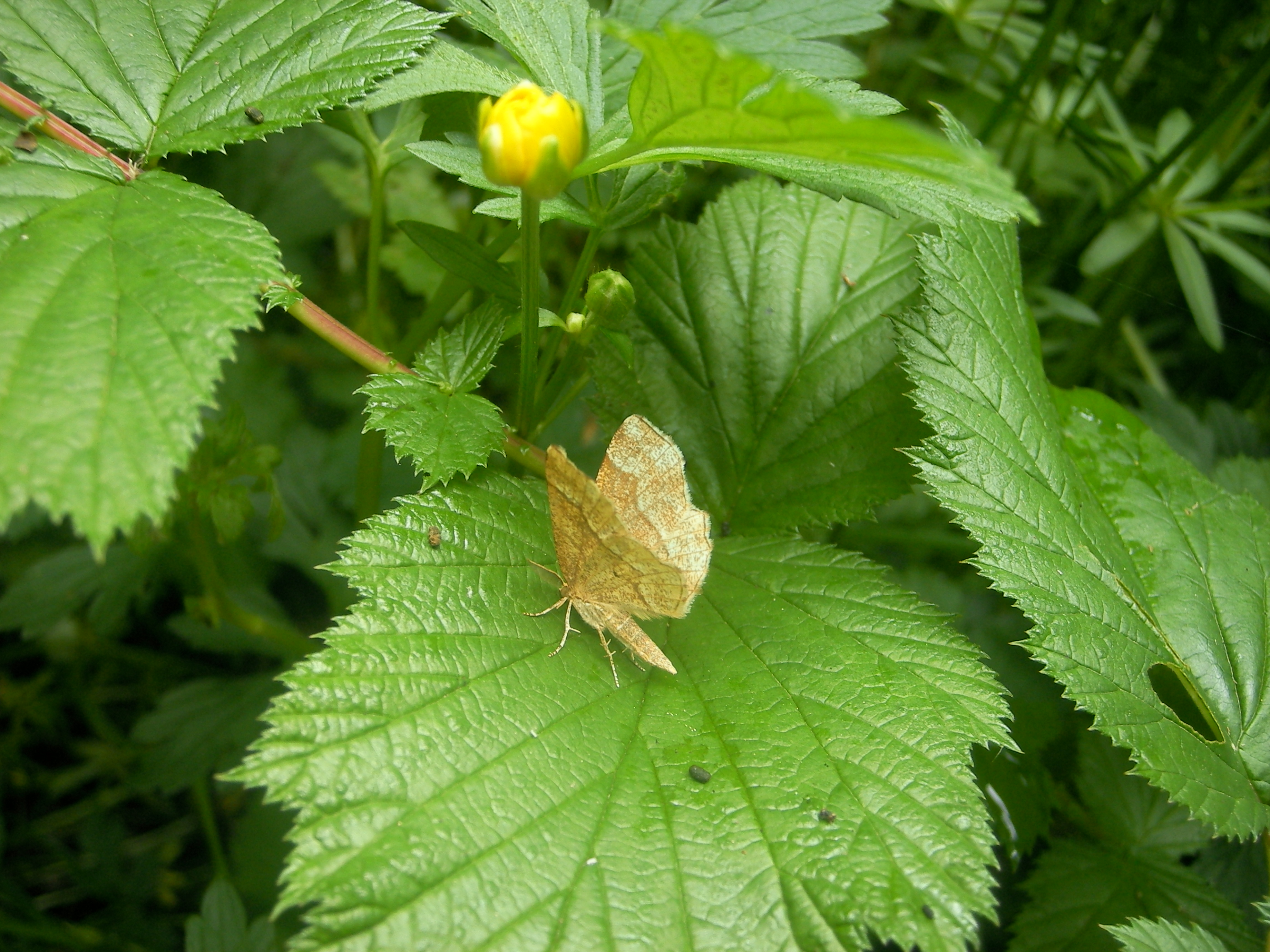
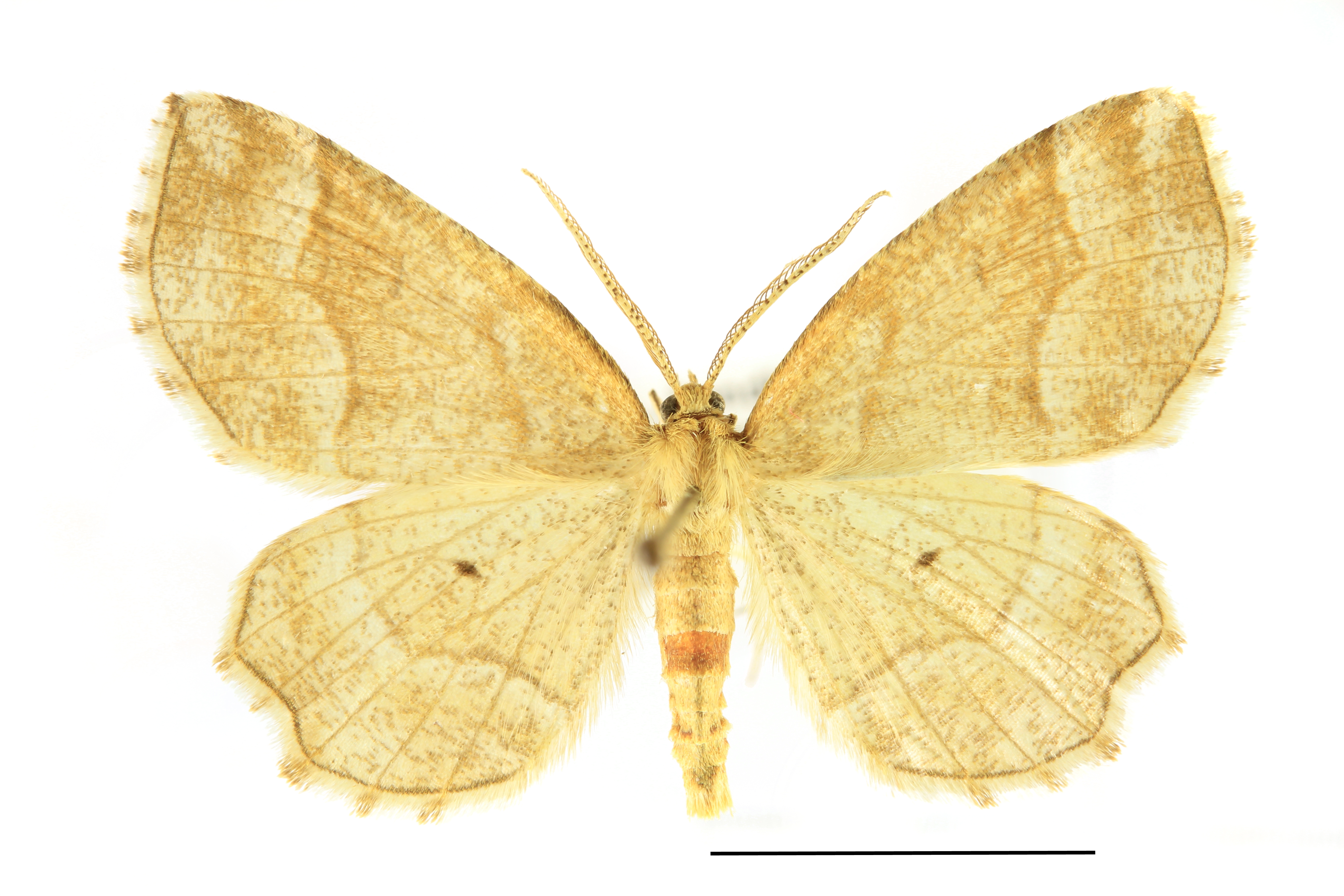
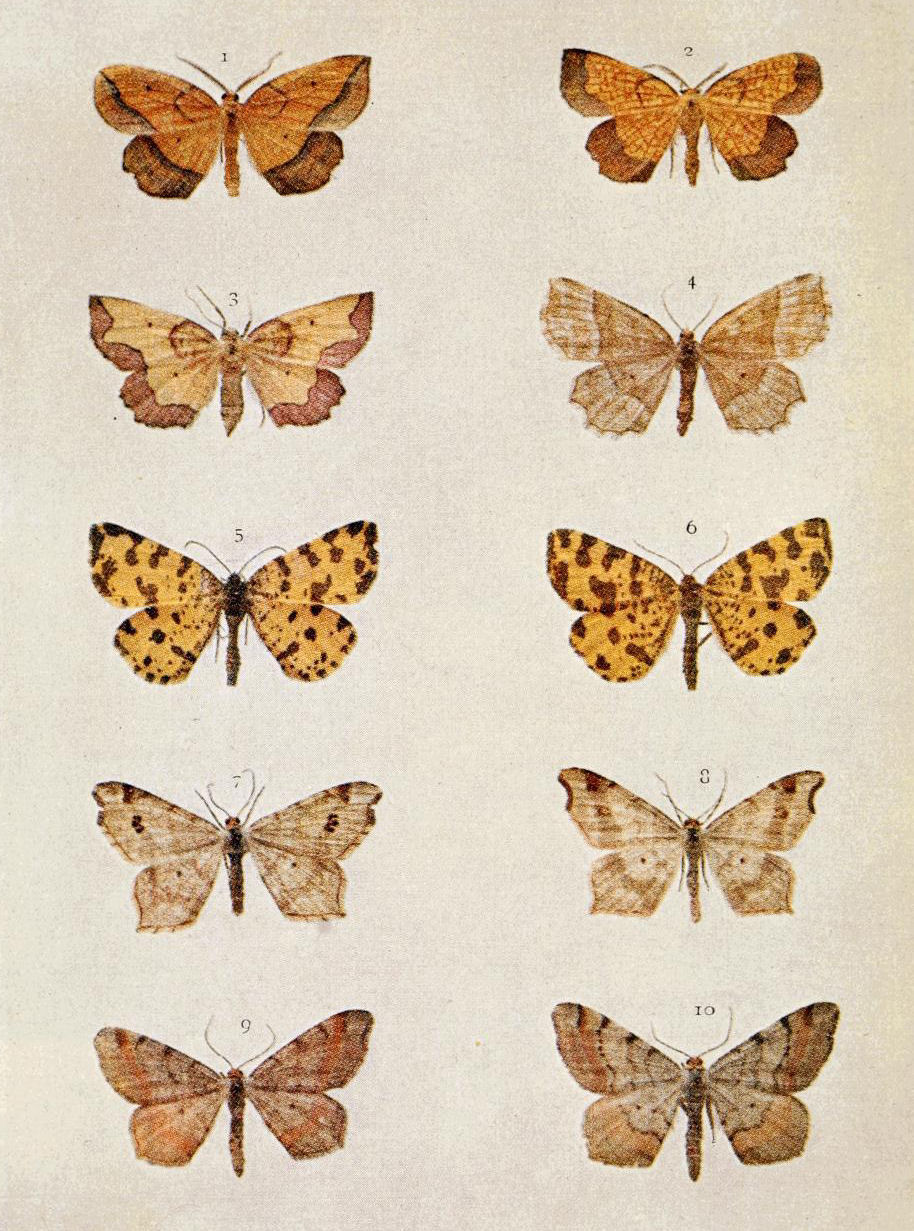
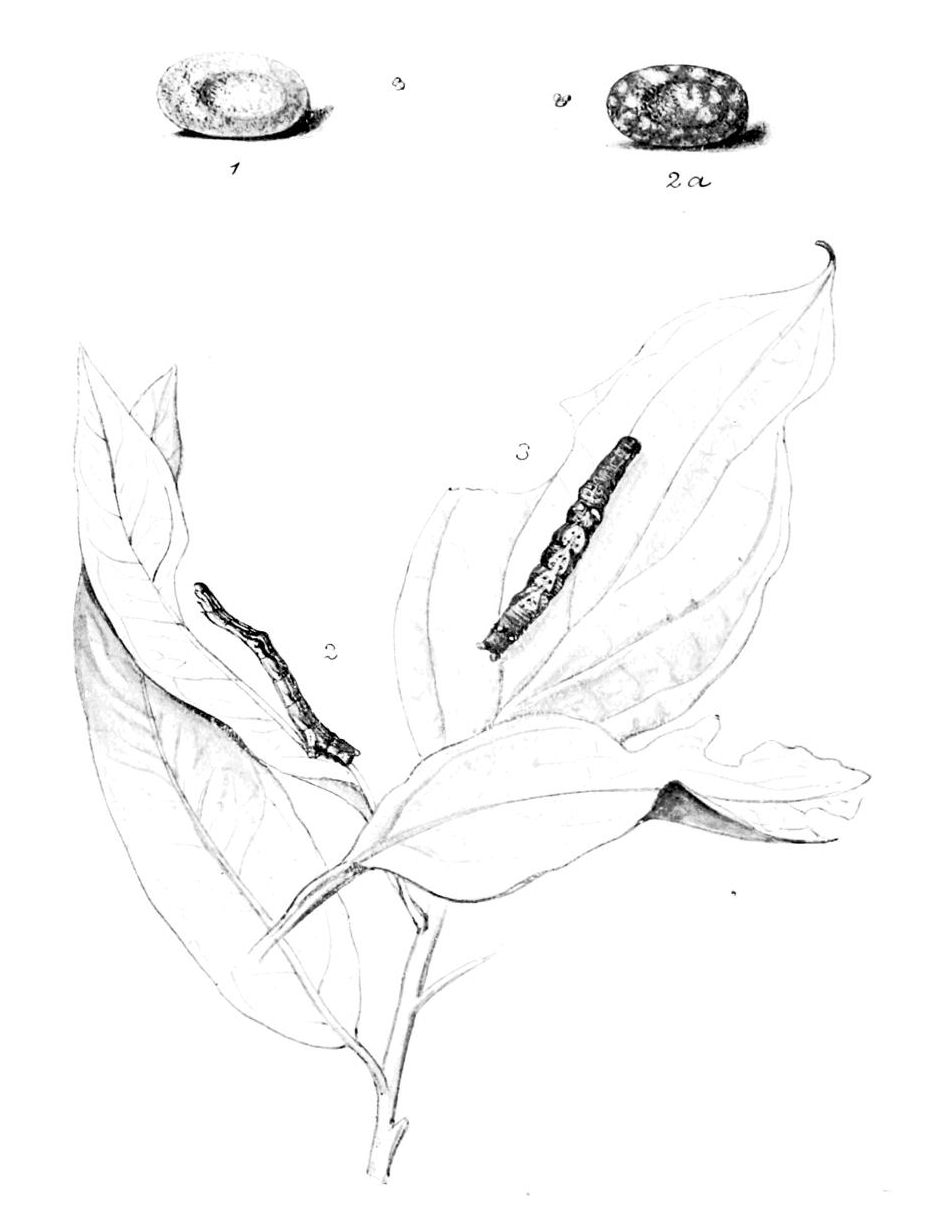